# Rally di Finlandia

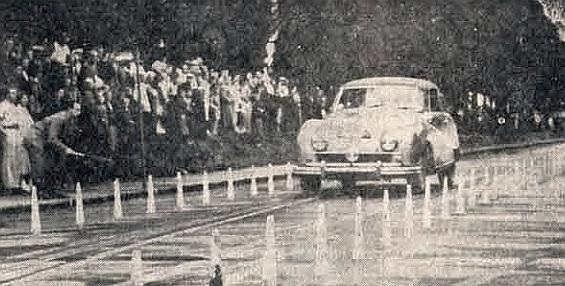
Arvo Karlsson al Rally di Finlandia 1951.

Il Rally Neste di Finlandia (conosciuto una volta come Rally dei Mille Laghi e rinominato nel 1994 Neste Oil a causa del maggior sponsor del rally) è un evento del campionato del mondo rally che si corre nella zona di Jyväskylä, una cittadina della Finlandia Centrale. È il più grande evento sportivo annuale che si svolge nei paesi nordici, dato che garantisce un'affluenza di spettatori media di 500.000 persone.

## Storia
Il rally di Finlandia è nato nel 1951, prima come gara a livello nazionale, poi continentale, e infine internazionale, dal 1973, con la nascita del Campionato del Mondo Rally.
È caratterizzato dalle alte velocità medie dei veicoli (le più alte di tutto il campionato), nonché dai lunghi salti che le vetture compiono, ciò è dovuto alla conformazione del percorso con tratti veloci e continui saliscendi (soprattutto nella prova di Ouninpohja). Proprio la prova speciale di Ouninpohja fu divisa in due frazioni quando, nel 2004, Petter Solberg superò la velocità media massima ammessa dalla FIA di 130 km/h, per poi ritornare unita nel 2007 grazie al cambiamento di regole del WRC.
Marcus Grönholm e Hannu Mikkola detengono il record di vittorie nel rally nordico, sette a testa.
Per quanto riguarda le vittorie in questo rally, dal punto di vista statistico, vi è una netta prevalenza dei piloti scandinavi, mentre fino ad ora sono stati 8 i piloti non scandinavi a riuscire a vincere questo rally: Markko Märtin, Carlos Sainz, Didier Auriol e Kris Meeke per una volta, Sébastien Ogier e Elfyn Evans due volte ciascuno, e Sébastien Loeb e Ott Tänak si sono aggiudicati tre edizioni a testa. 
Il rally di Finlandia è stato votato "Rally dell'anno" per 4 anni: 1998, 2002, 2003 e 2004.
Nel 2020 la manifestazione non si è svolta a causa della pandemia di COVID-19, mentre l'edizione 2021 si è svolta a ottobre.
Nel 2024 l'evento è stato vinto da Sébastien Ogier su Toyota GR Yaris Rally1.

## Albo d'oro
| Anno | Denominazione                                      | Vincitori                                      | Auto                                           | Scuderia                                       | Validità             |
| ---- | -------------------------------------------------- | ---------------------------------------------- | ---------------------------------------------- | ---------------------------------------------- | -------------------- |
| 1951 | 1. Jyväskylän Suurajot                             | Arvo Karlsson Vilho Mattila                    | Austin A90 Atlantic                            | -                                              | -                    |
| 1952 | 2. Jyväskylän Suurajot                             | Eino Elo Kaj Nuortila                          | Peugeot 203                                    | -                                              | -                    |
| 1953 | 3. Jyväskylän Suurajot                             | Vilho Hietanen Olov Hixen                      | Allard J2X                                     | -                                              | -                    |
| 1954 | 4. Jyväskylän Suurajot                             | Osmo Kalpala Eino Kalpala                      | Panhard Dyna                                   | -                                              | -                    |
| 1955 | 5. Jyväskylän Suurajot                             | Eino Elo Kaj Nuortila                          | Peugeot 403                                    | -                                              | -                    |
| 1956 | 6. Jyväskylän Suurajot                             | Osmo Kalpala Eino Kalpala                      | DKW Donau                                      | -                                              | -                    |
| 1957 | 7. Jyväskylän Suurajot                             | Erik Carlsson Mario Pavoni                     | Saab 93                                        | -                                              | -                    |
| 1958 | 8. Jyväskylän Suurajot                             | Osmo Kalpala Eino Kalpala                      | Alfa Romeo Giulietta TI                        | -                                              | -                    |
| 1959 | 9th Jyväskylän Suurajot - Rally of the 1000 Lakes  | Gunnar Callbo Väinö Nurmimaa                   | Volvo PV 544                                   | -                                              | ERC                  |
| 1960 | 10th Jyväskylän Suurajot - Rally of the 1000 Lakes | Carl-Otto Bremer Juhani Lampi                  | Saab 96                                        | -                                              | ERC                  |
| 1961 | 11th Jyväskylän Suurajot - Rally of the 1000 Lakes | Rauno Aaltonen Väinö Nurmimaa                  | Mercedes-Benz 220 SE                           | -                                              | ERC                  |
| 1962 | 12th Jyväskylän Suurajot - Rally of the 1000 Lakes | Pauli Toivonen Jaakko Kallio                   | Citroën DS 19                                  | -                                              | ERC                  |
| 1963 | 13th Jyväskylän Suurajot - Rally of the 1000 Lakes | Simo Lampinen Jyrki Ahava                      | Saab 96                                        | -                                              | ERC                  |
| 1964 | 14th Jyväskylän Suurajot - Rally of the 1000 Lakes | Simo Lampinen Jyrki Ahava                      | Saab 96                                        | -                                              | ERC                  |
| 1965 | 15th Jyväskylän Suurajot - Rally of the 1000 Lakes | Timo Mäkinen Pekka Keskitalo                   | Austin Mini Cooper S                           | -                                              | ERC                  |
| 1966 | 16th Jyväskylän Suurajot - Rally of the 1000 Lakes | Timo Mäkinen Pekka Keskitalo                   | Morris Mini Cooper S                           | -                                              | ERC                  |
| 1967 | 17th Jyväskylän Suurajot - Rally of the 1000 Lakes | Timo Mäkinen Pekka Keskitalo                   | Morris Cooper S                                | -                                              | ERC                  |
| 1968 | 18th Jyväskylän Suurajot - Rally of the 1000 Lakes | Hannu Mikkola Anssi Järvi                      | Ford Escort Twin Cam                           | -                                              | ERC                  |
| 1969 | 19th Jyväskylän Suurajot - Rally of the 1000 Lakes | Hannu Mikkola Anssi Järvi                      | Ford Escort Twin Cam                           | -                                              | ERC                  |
| 1970 | 20th Jyväskylän Suurajot - Rally of the 1000 Lakes | Hannu Mikkola Gunnar Palm                      | Ford Escort Twin Cam                           | -                                              | ERC                  |
| 1971 | 21st Jyväskylän Suurajot - Rally of the 1000 Lakes | Stig Blomqvist Arne Hertz                      | Saab 96 V4                                     | -                                              | ERC                  |
| 1972 | 22nd Jyväskylän Suurajot - Rally of the 1000 Lakes | Simo Lampinen Klaus Sohlberg                   | Saab 96 V4                                     | -                                              | ERC                  |
| 1973 | 23rd Jyväskylän Suurajot - Rally of the 1000 Lakes | Timo Mäkinen Henry Liddon                      | Ford Escort RS1600                             | Colt Racing Team / Ford                        | WRC                  |
| 1974 | 24th Jyväskylän Suurajot - Rally of the 1000 Lakes | Hannu Mikkola John Davenport                   | Ford Escort RS1600                             | Ford Motor Co. Ltd.                            | WRC                  |
| 1975 | 25th Jyväskylän Suurajot - Rally of the 1000 Lakes | Hannu Mikkola Atso Aho                         | Toyota Corolla Levin                           | HM-Racing                                      | WRC                  |
| 1976 | 26th Jyväskylän Suurajot - Rally of the 1000 Lakes | Markku Alén Ilkka Kivimäki                     | Fiat 131 Abarth Rally                          | Autonovo                                       | WRC                  |
| 1977 | 27th Jyväskylän Suurajot - Rally of the 1000 Lakes | Kyösti Hämäläinen Martti Tiukkanen             | Ford Escort RS1800                             | Ford Motor Co. Ltd.                            | WRC Coppa FIA piloti |
| 1978 | 28th Jyväskylän Suurajot - Rally of the 1000 Lakes | Markku Alén Ilkka Kivimäki                     | Fiat 131 Abarth Rally                          | Alitalia Fiat                                  | WRC Coppa FIA piloti |
| 1979 | 29th Jyväskylän Suurajot - Rally of the 1000 Lakes | Markku Alén Ilkka Kivimäki                     | Fiat 131 Abarth Rally                          | Alitalia Fiat                                  | WRC                  |
| 1980 | 30th Jyväskylän Suurajot - Rally of the 1000 Lakes | Markku Alén Ilkka Kivimäki                     | Fiat 131 Abarth Rally                          | Fiat Rally / ASA                               | WRC                  |
| 1981 | 31st Jyväskylän Suurajot - Rally of the 1000 Lakes | Ari Vatanen David Richards                     | Ford Escort RS1800                             | Rothmans Rally Team                            | WRC                  |
| 1982 | 32nd Rally of the 1000 Lakes                       | Hannu Mikkola Arne Hertz                       | Audi quattro                                   | Audi Sport                                     | WRC                  |
| 1983 | 33rd Rally of the 1000 Lakes                       | Hannu Mikkola Arne Hertz                       | Audi quattro A2                                | Audi Sport                                     | WRC                  |
| 1984 | 34th Rally of the 1000 Lakes                       | Ari Vatanen Terry Harryman                     | Peugeot 205 Turbo 16                           | Peugeot Talbot Sport                           | WRC                  |
| 1985 | 35th Rally of the 1000 Lakes                       | Timo Salonen Seppo Harjanne                    | Peugeot 205 Turbo 16 Evo2                      | Peugeot Talbot Sport                           | WRC                  |
| 1986 | 36th Rally of the 1000 Lakes                       | Timo Salonen Seppo Harjanne                    | Peugeot 205 Turbo 16 Evo2                      | Peugeot Talbot Sport                           | WRC                  |
| 1987 | 37th Rally of the 1000 Lakes                       | Markku Alén Ilkka Kivimäki                     | Lancia Delta HF 4WD                            | Martini Lancia                                 | WRC                  |
| 1988 | 38th 1000 Lakes Rally                              | Markku Alén Ilkka Kivimäki                     | Lancia Delta Integrale                         | Martini Lancia                                 | WRC                  |
| 1989 | 39th 1000 Lakes Rally                              | Mikael Ericsson Claes Billstam                 | Mitsubishi Galant VR-4                         | Mitsubishi Ralliart Europe                     | WRC                  |
| 1990 | 40th 1000 Lakes Rally                              | Carlos Sainz Luis Moya                         | Toyota Celica GT-Four ST165                    | Toyota Team Europe                             | WRC                  |
| 1991 | 41st 1000 Lakes Rally                              | Juha Kankkunen Juha Piironen                   | Lancia Delta Integrale 16V                     | Martini Lancia                                 | WRC                  |
| 1992 | 42nd 1000 Lakes Rally                              | Didier Auriol Bernard Occelli                  | Lancia Delta HF Integrale                      | Martini Racing                                 | WRC                  |
| 1993 | 43rd 1000 Lakes Rally                              | Juha Kankkunen Denis Giraudet                  | Toyota Celica Turbo 4WD                        | Toyota Castrol Team                            | WRC                  |
| 1994 | 44th Neste 1000 Lakes Rally                        | Tommi Mäkinen Seppo Harjanne                   | Ford Escort RS Cosworth                        | Ford Motor Co. Ltd.                            | WRC                  |
| 1995 | 45th Neste 1000 Lakes Rally                        | Tommi Mäkinen Seppo Harjanne                   | Mitsubishi Lancer Evo III                      | Mitsubishi Ralliart                            | Coppa FIA 2 litri    |
| 1996 | 46th Neste 1000 Lakes Rally                        | Tommi Mäkinen Seppo Harjanne                   | Mitsubishi Lancer Evo III                      | Mitsubishi Ralliart                            | WRC                  |
| 1997 | 47th Neste Rally Finland                           | Tommi Mäkinen Seppo Harjanne                   | Mitsubishi Lancer Evo IV                       | Mitsubishi Ralliart                            | WRC                  |
| 1998 | 48th Neste Rally Finland                           | Tommi Mäkinen Risto Mannisenmäki               | Mitsubishi Lancer Evo V                        | Mitsubishi Ralliart                            | WRC                  |
| 1999 | 49th Neste Rally Finland                           | Juha Kankkunen Juha Repo                       | Subaru Impreza WRC 99                          | Subaru World Rally Team                        | WRC                  |
| 2000 | 50th Neste Rally Finland                           | Marcus Grönholm Timo Rautiainen                | Peugeot 206 WRC                                | Peugeot Esso                                   | WRC                  |
| 2001 | 51st Neste Rally Finland                           | Marcus Grönholm Timo Rautiainen                | Peugeot 206 WRC                                | Peugeot Total                                  | WRC                  |
| 2002 | 52nd Neste Rally Finland                           | Marcus Grönholm Timo Rautiainen                | Peugeot 206 WRC                                | Peugeot Total                                  | WRC                  |
| 2003 | 53rd Neste Rally Finland                           | Markko Märtin Michael Park                     | Ford Focus RS WRC 03                           | Ford Motor Co. Ltd.                            | WRC                  |
| 2004 | 54th Neste Rally Finland                           | Marcus Grönholm Timo Rautiainen                | Peugeot 307 WRC                                | Marlboro Peugeot Total                         | WRC                  |
| 2005 | 55th Neste Rally Finland                           | Marcus Grönholm Timo Rautiainen                | Peugeot 307 WRC                                | Marlboro Peugeot Total                         | WRC                  |
| 2006 | 56th Neste Rally Finland                           | Marcus Grönholm Timo Rautiainen                | Ford Focus RS WRC 06                           | BP Ford WRT                                    | WRC                  |
| 2007 | 57th Neste Oil Rally Finland                       | Marcus Grönholm Timo Rautiainen                | Ford Focus RS WRC 07                           | BP Ford WRT                                    | WRC                  |
| 2008 | 58th Neste Oil Rally Finland                       | Sébastien Loeb Daniel Elena                    | Citroën C4 WRC                                 | Citroën Total WRT                              | WRC                  |
| 2009 | 59th Neste Oil Rally Finland                       | Mikko Hirvonen Jarmo Lehtinen                  | Ford Focus RS WRC 09                           | BP Ford Abu Dhabi WRT                          | WRC                  |
| 2010 | 60th Neste Oil Rally Finland                       | Jari-Matti Latvala Miikka Anttila              | Ford Focus RS WRC 09                           | BP Ford Abu Dhabi WRT                          | WRC                  |
| 2011 | 61st Neste Oil Rally Finland                       | Sébastien Loeb Daniel Elena                    | Citroën DS3 WRC                                | Citroën Total WRT                              | WRC                  |
| 2012 | 62nd Neste Oil Rally Finland                       | Sébastien Loeb Daniel Elena                    | Citroën DS3 WRC                                | Citroën Total WRT                              | WRC                  |
| 2013 | 63rd Neste Oil Rally Finland                       | Sébastien Ogier Julien Ingrassia               | Volkswagen Polo R WRC                          | Volkswagen Motorsport                          | WRC                  |
| 2014 | 64th Neste Oil Rally Finland                       | Jari-Matti Latvala Miikka Anttila              | Volkswagen Polo R WRC                          | Volkswagen Motorsport                          | WRC                  |
| 2015 | 65th Neste Oil Rally Finland                       | Jari-Matti Latvala Miikka Anttila              | Volkswagen Polo R WRC                          | Volkswagen Motorsport                          | WRC                  |
| 2016 | 66th Neste Rally Finland                           | Kris Meeke Paul Nagle                          | Citroën DS3 WRC                                | Abu Dhabi Total WRT                            | WRC                  |
| 2017 | 67th Neste Rally Finland                           | Esapekka Lappi Janne Ferm                      | Toyota Yaris WRC                               | Toyota Gazoo Racing WRT                        | WRC                  |
| 2018 | 68th Neste Rally Finland                           | Ott Tänak Martin Järveoja                      | Toyota Yaris WRC                               | Toyota Gazoo Racing WRT                        | WRC                  |
| 2019 | 69th Neste Rally Finland                           | Ott Tänak Martin Järveoja                      | Toyota Yaris WRC                               | Toyota Gazoo Racing WRT                        | WRC                  |
| 2020 | Neste Rally Finland 2020                           | Cancellato a causa della pandemia di COVID-19. | Cancellato a causa della pandemia di COVID-19. | Cancellato a causa della pandemia di COVID-19. | WRC                  |
| 2021 | 70th Secto Rally Finland                           | Elfyn Evans Scott Martin                       | Toyota Yaris WRC                               | Toyota Gazoo Racing WRT                        | WRC                  |
| 2022 | 71st Secto Rally Finland                           | Ott Tänak Martin Järveoja                      | Hyundai i20 N Rally1 Hybrid                    | Hyundai Shell Mobis WRT                        | WRC                  |
| 2023 | 72nd Secto Rally Finland                           | Elfyn Evans Scott Martin                       | Toyota GR Yaris Rally1 Hybrid                  | Toyota Gazoo Racing WRT                        | WRC                  |
| 2024 | 73th Secto Rally Finland                           | Sébastien Ogier Vincent Landais                | Toyota GR Yaris Rally1 Hybrid                  | Toyota Gazoo Racing WRT                        | WRC                  |
| 2025 | 74th Secto Rally Finland                           | Kalle Rovanperä Jonne Halttunen                | Toyota GR Yaris Rally1                         | Toyota Gazoo Racing WRT                        | WRC                  |

## Statistiche[2]

### Vittorie
| Pos. | Pilota             | N° vittorie |
| ---- | ------------------ | ----------- |
| 1    | Marcus Grönholm    | 7           |
| 1    | Hannu Mikkola      | 7           |
| 3    | Markku Alén        | 6           |
| 4    | Tommi Mäkinen      | 5           |
| 5    | Timo Mäkinen       | 4           |
| 6    | Osmo Kalpala       | 3           |
| 6    | Juha Kankkunen     | 3           |
| 6    | Simo Lampinen      | 3           |
| 6    | Jari-Matti Latvala | 3           |
| 6    | Sébastien Loeb     | 3           |
| 6    | Ott Tänak          | 3           |

| Pos. | Copilota        | N° vittorie |
| ---- | --------------- | ----------- |
| 1    | Timo Rautiainen | 7           |
| 2    | Seppo Harjanne  | 6           |
| 2    | Ilkka Kivimäki  | 6           |
| 4    | Miikka Anttila  | 3           |
| 4    | Daniel Elena    | 3           |
| 4    | Arne Hertz      | 3           |
| 4    | Martin Järveoja | 3           |
| 4    | Eino Kalpala    | 3           |
| 4    | Pekka Keskitalo | 3           |
| 10   | Jyrki Ahava     | 2           |
| 10   | Anssi Järvi     | 2           |
| 10   | Kaj Nuortila    | 2           |
| 10   | Väinö Nurmimaa  | 2           |

| Pos. | Costruttore | N° vittorie |
| ---- | ----------- | ----------- |
| 1    | Ford        | 13          |
| 2    | Peugeot     | 10          |
| 2    | Toyota      | 10          |
| 4    | Saab        | 6           |
| 5    | Citroën     | 5           |
| 5    | Mitsubishi  | 5           |
| 7    | FIAT        | 4           |
| 7    | Lancia      | 4           |
| 9    | Volkswagen  | 3           |
| 10   | Audi        | 2           |
| 10   | Austin      | 2           |
| 10   | Morris      | 2           |

### Podi
| Pos. | Pilota             | N° podi |
| ---- | ------------------ | ------- |
| 1    | Markku Alén        | 16      |
| 2    | Hannu Mikkola      | 10      |
| 3    | Jari-Matti Latvala | 9       |
| 4    | Marcus Grönholm    | 8       |
| 4    | Juha Kankkunen     | 8       |
| 4    | Simo Lampinen      | 8       |
| 4    | Sébastien Loeb     | 8       |
| 4    | Timo Mäkinen       | 8       |
| 9    | Ari Vatanen        | 7       |
| 9    | Sébastien Ogier    | 7       |

| Pos. | Copilota         | N° podi |
| ---- | ---------------- | ------- |
| 1    | Ilkka Kivimäki   | 13      |
| 2    | Miikka Anttila   | 9       |
| 3    | Daniel Elena     | 8       |
| 3    | Timo Rautiainen  | 8       |
| 5    | Seppo Harjanne   | 6       |
| 6    | Arne Hertz       | 5       |
| 6    | Julien Ingrassia | 5       |
| 6    | Eino Kalpala     | 5       |
| 6    | Jarmo Lehtinen   | 5       |
| 6    | Henry Liddon     | 5       |
| 6    | Luis Moya        | 5       |
| 6    | Väinö Nurmimaa   | 5       |
| 6    | Bernard Occelli  | 5       |
| 6    | Juha Piironen    | 5       |